# Fort Orthen
Fort Orthen is een verdedigingswerk in de wijk Orthen in de gemeente 's-Hertogenbosch. Samen met Fort Crèvecoeur moest fort Orthen de stad 's-Hertogenbosch vanuit het noorden verdedigen. In 1593 is besloten, om Orthen te versterken en een fort te bouwen, dat toen overigens nog tegen Fort Crèvecoeur gericht was dat door het Staatse leger was opgeworpen. Fort Orthen werd pas na het Beleg van 's-Hertogenbosch daadwerkelijk gebouwd (rond 1630).
Het fort wordt in opdracht van de Raad van State geheel vernieuwd en bestaat nu uit een gesloten vierkant aarden werk, omringd door een natte gracht met voorwerken: twee hoornwerken, twee halfbastions met gebroken courtine, ravelijn en een tweede natte gracht. Het fort telt twee batterijen en een gemetseld kruitmagazijn.